# Dryopteris anthracinisquama
Dryopteris anthracinisquama là một loài dương xỉ trong họ Dryopteridaceae. Loài này được Miyam. mô tả khoa học đầu tiên năm 1984.
Danh pháp khoa học của loài này chưa được làm sáng tỏ. 